# ساربوغريلات
ساربوغريلات (بالإنجليزية: Sarpogrelate)‏ هو دواء يُستعمل في علاج:
- أمراض الانسداد الشريانية[8]

## دوره
يلعب هذا الدواء دورًا في علاج الأمراض كونه:
- مناهض السيروتونين
- عامل حال للفبرين
- مضاد الصفيحات